# Mongoloraphidia
Mongoloraphidia is een geslacht van kameelhalsvliegen uit de familie van de Raphidiidae. 
Mongoloraphidia werd voor het eerst wetenschappelijk beschreven door H. Aspöck & U. Aspöck in 1968.

## Soorten
Het geslacht Mongoloraphidia omvat de volgende soorten:
- Ondergeslacht Alatauoraphidia:
  - Mongoloraphidia (Alatauoraphidia) dolinella U. Aspöck & H. Aspöck, 1991
  - Mongoloraphidia (Alatauoraphidia) drapetis U. Aspöck & H. Aspöck, 1993
  - Mongoloraphidia (Alatauoraphidia) eklipes U. Aspöck & H. Aspöck, 1993
  - Mongoloraphidia (Alatauoraphidia) medvedevi U. Aspöck & H. Aspöck, 1990
  - Mongoloraphidia (Alatauoraphidia) pskemiana H. Aspöck et al., 1999
  - Mongoloraphidia (Alatauoraphidia) zhiltzovae (H. Aspöck & U. Aspöck, 1970)
- Ondergeslacht Ferganoraphidia:
  - Mongoloraphidia (Ferganoraphidia) pusillogenitalis (H. Aspöck et al., 1968)
- Ondergeslacht Formosoraphidia:
  - Mongoloraphidia (Formosoraphidia) caelebs H. Aspöck et al., 1985
  - Mongoloraphidia (Formosoraphidia) formosana (Okamoto in Nagano, 1917)
  - Mongoloraphidia (Formosoraphidia) taiwanica U. Aspöck & H. Aspöck, 1982
- Ondergeslacht Hissaroraphidia:
  - Mongoloraphidia (Hissaroraphidia) gissarica (H. Aspöck et al., 1968)
  - Mongoloraphidia (Hissaroraphidia) karatauica H. Aspöck & U. Aspöck, 1995
  - Mongoloraphidia (Hissaroraphidia) kelidotocephala U. Aspöck & H. Aspöck, 1991
  - Mongoloraphidia (Hissaroraphidia) kughitanga H. Aspöck et al., 1997
  - Mongoloraphidia (Hissaroraphidia) martynoviella (H. Aspöck & U. Aspöck, 1968)
  - Mongoloraphidia (Hissaroraphidia) mirabilis (H. Aspöck & U. Aspöck, 1975)
  - Mongoloraphidia (Hissaroraphidia) tadshikistanica (H. Aspöck et al., 1968)
- Ondergeslacht Japanoraphidia:
  - Mongoloraphidia (Japanoraphidia) harmandi (Navás, 1909)
- Ondergeslacht Kasachoraphidia:
  - Mongoloraphidia (Kasachoraphidia) martynovae (Steinmann, 1964)
- Ondergeslacht Kirgisoraphidia:
  - Mongoloraphidia (Kirgisoraphidia) kaltenbachi H. Aspöck et al., 2002
  - Mongoloraphidia (Kirgisoraphidia) mazeppa (H. Aspöck & U. Aspöck, 1972)
  - Mongoloraphidia (Kirgisoraphidia) monstruosa (H. Aspöck et al., 1968)
  - Mongoloraphidia (Kirgisoraphidia) nurgiza H. Aspöck et al., 1997
- Ondergeslacht Mongoloraphidia:
  - Mongoloraphidia (Mongoloraphidia) altaica (H. Aspöck & U. Aspöck, 1966)
  - Mongoloraphidia (Mongoloraphidia) christophi H. Aspöck et al., 1982
  - Mongoloraphidia (Mongoloraphidia) dsungarica (H. Aspöck & U. Aspöck, 1968)
  - Mongoloraphidia (Mongoloraphidia) indica H. Aspöck et al., 1982
  - Mongoloraphidia (Mongoloraphidia) kashmirica H. Aspöck et al., 1982
  - Mongoloraphidia (Mongoloraphidia) kaszabi (H. Aspöck & U. Aspöck, 1967)
  - Mongoloraphidia (Mongoloraphidia) pakistanica (H. Aspöck & U. Aspöck, 1978)
  - Mongoloraphidia (Mongoloraphidia) remmi (H. Aspöck & U. Aspöck, 1975)
  - Mongoloraphidia (Mongoloraphidia) sajanica (H. Aspöck et al., 1968)
  - Mongoloraphidia (Mongoloraphidia) solitaria H. Aspöck et al., 1982
  - Mongoloraphidia (Mongoloraphidia) sororcula (H. Aspöck & U. Aspöck, 1966)
  - Mongoloraphidia (Mongoloraphidia) virgo H. Aspöck et al., 1982
- Ondergeslacht Neomartynoviella:
  - Mongoloraphidia (Neomartynoviella) kaspariani H. Aspöck et al., 1983
  - Mongoloraphidia (Neomartynoviella) tshimganica (H. Aspöck et al., 1968)
- Ondergeslacht Usbekoraphidia:
  - Mongoloraphidia (Usbekoraphidia) josifovi (Popov, 1974)
  - Mongoloraphidia (Usbekoraphidia) sejde H. Aspöck et al., 1995
  - Mongoloraphidia (Usbekoraphidia) turkestanica (H. Aspöck et al., 1968)
- Niet geplaatst in ondergeslacht:
  - Mongoloraphidia alaica H. Aspöck et al., 1997
  - Mongoloraphidia assija H. Aspöck et al., 1995
  - Mongoloraphidia botanophila H. Aspöck et al., 1996
  - Mongoloraphidia choui H. Aspöck et al., 1998
  - Mongoloraphidia dshamilja H. Aspöck et al., 1995
  - Mongoloraphidia gulnara H. Aspöck et al., 1998
  - Mongoloraphidia karabaevi H. Aspöck et al., 1996
  - Mongoloraphidia kirgisica H. Aspöck et al., 1983
  - Mongoloraphidia manasiana H. Aspöck et al., 1996
  - Mongoloraphidia milkoi H. Aspöck et al., 1995
  - Mongoloraphidia nomadobia H. Aspöck et al., 1996
  - Mongoloraphidia pudica H. Aspöck et al., 1985
  - Mongoloraphidia rhodophila H. Aspöck et al., 1997
  - Mongoloraphidia talassicola H. Aspöck et al., 1996
  - Mongoloraphidia tienshanica H. Aspöck et al., 1996
  - Mongoloraphidia xiyue (C.-k. Yang & Chou in C.-k. Yang, 1978)